# Picea morrisonicola
{{#ifeq:0|0|{{#if:|{{#if:Piceamorrisonicola|[[]}}|}}}}
Picea morrisonicola (ялина тайванська, кит.: 台湾云杉) — вид роду ялина родини соснових.

## Поширення, екологія
Країни проживання: Тайвань (в основному в центральних горах). Мешкає на висотах від 2300 до 3000 м над рівнем моря. Ґрунти кислі й підзолисті. Клімат холодний, мусонного характеру і дуже вологий: річна кількість опадів перевищує 4000 мм. Ця ялина зустрічається в асоціації з Tsuga chinensis, Pseudotsuga sinensis, Pinus armandii, Abies kawakamii, Juniperus squamata var. morrisonicola до лінії дерев; на більш низьких висотах (нижче 2500 м) також з Chamaecyparis obtusa var. formosana і широколистяними деревами, наприклад, Quercus variabilis, Acer, Betula.

## Опис
Це велике дерево, до 50 м у висоту і в діаметрі до 1,5 м. Кора на стовбурах від сірого до сірувато червоно-коричневого кольору, є нерегулярні тріщини. Гілки щільні, горизонтальні. Листки лінійні, 10–15 мм завдовжки, 2–3 мм шириною, гострі. Зрілі шишки циліндричні-довгасті, пурпурові, розміром 5–7 × 2.5–3. Насіння майже обернено-яйцюваті, близько 3–4 мм; крило жовтувате або оранжево-коричневе, обернено-яйцювато-довгасте, 6–7 мм. Запилення відбувається у квітні, насіння дозріває у жовтні.

## Використання
Тайванська ялина може досягти великих розмірів і є цінним джерелом деревини, але вона надмірно експлуатувалась у минулому і в даний час порівняно рідкісна. Вид був введений в Європі та США Ернестом Х. Уїлсоном у 1918 році, але залишився рідкісним, в основному зустрічається тільки в дендраріях, ботанічних садах і великих приватних колекціях дерев, і дерева досі живі, часто з їх першої появи.

## Загрози та охорона
Експлуатація корінних старовікових лісів значно скоротила площу зростання цього виду. Вид також може бути вразливим до наслідків зміни клімату. Зустрічається в кількох охоронних районах.